# Діурбель
Діурбе́ль (фр. Diourbel; волоф. Jurbel) — місто на заході центральної частини Сенегалу в однойменному департаменті області Діурбель.

## Географія та економіка
Місто Діурбель знаходиться на заході Сенегалу, за 150 кілометрів на схід від столиці країни, міста Дакар, на висоті 14 м над рівнем моря. Місто є адміністративним центром однойменного департаменту та сенегальської області Діурбель.
Основною сферою діяльності місцевого населення народності волоф є вирощування арахісу. У зв'язку з триваючим настанням пустелі та тривалими посухами значна частина населення цього регіону живе в постійних злиднях, багато дітей недоїдають.

## Населення
За даними на 2013 рік чисельність населення міста становила 109 453 особи.

## Міста-побратими
- Авіньйон, Франція